# 安娜·卡朱摩洛·提拜朱卡
安娜·卡朱摩洛·提拜朱卡（Anna Kajumulo Tibaijuka，1950年10月12日—），坦尚尼亞人，是聯合國人居署的執行主任。2000年9月開始擔任聯合國人居中心（United Nations Centre for Human Settlements(habitat), UNCHS）執行主任，2002年起擔任聯合國人居署執行主任一職。目前是聯合國體系之中地位最高的非裔女性。
她有四個小孩。

## 參照
- 聯合國
- 聯合國人居署

## 外部連結
- EXECUTIVE DIRECTOR in UN-HABITAT